# Земља будућности (филм)
Земља будућности (енгл. Tomorrowland) амерички је научнофантастични авантуристички филм Компаније Волт Дизни из 2015. Режирао га је Бред Берд који је такође написао сценарио у сарадњи са Дејмоном Линделофом, док главне улоге тумаче Џорџ Клуни, Хју Лори и Брит Робертсон.

## Улоге
| Глумац         | Улога           |
| -------------- | --------------- |
| Џорџ Клуни     | Френк Вокер     |
| Томас Робинсон | Френк као дечак |
| Хју Лори       | Дејвид Никс     |
| Брит Робертсон | Кејси Њутон     |
| Рафи Касиди    | Атена           |
| Том Макгро     | Еди Њутон       |
| Кетрин Хан     | Урсула          |
| Киган Мајкл-Ки | Хјуго           |
| Крис Баур      | Френков отац    |
| Пирс Гагнон    | Нејт Њутон      |
| Мејту Макол    | Дејв Кларк      |
| Џуди Грир      | Џени Њутон      |